# Lạt thủ thần thám
Lạt thủ thần thám (chữ Hán phồn thể: 辣手神探, bính âm: Làshǒu shéntàn, tựa tiếng Anh: Hard Boiled) là một bộ phim hành động Hồng Kông của đạo diễn Ngô Vũ Sâm, sản xuất vào năm 1992. Phim có sự góp mặt của Châu Nhuận Phát, Lương Triều Vĩ và Huỳnh Thu Sinh.

## Nội dung
Trong một quán trà ở Hồng Kông, thanh tra Viên Hạo Vân và người cộng sự Long sắp bắt giữ một nhóm buôn lậu súng trong khi chúng đang thương lượng. Sau cuộc tấn công từ một thành viên băng đảng đối lập, một trận đấu súng khốc liệt diễn ra. Bọn côn đồ đều bị tiêu diệt nhưng có một số cảnh sát bị thương và Long hi sinh. Tức giận vì cái chết của cộng sự, Hạo Vân bắn chết tên côn đồ cuối cùng thay vì bắt giữ hắn, việc này khiến sếp Bành nổi giận.
Trong khi đó Alan - một tay sát thủ dưới quyền ông trùm Tam Hoàng Chú Hải - ra tay giết chết một kẻ phản bội tổ chức. Johnny Wong, tên trùm buôn vũ khí đang muốn loại bỏ các đối thủ cạnh tranh khác, ấn tượng bởi kỹ năng của Alan và có ý chiêu mộ anh vào tổ chức. Alan miễn cưỡng chấp nhận lời đề nghị của Johnny và giết Chú Hải trong một cuộc tấn công vào nhà kho của ông. Cuộc gặp mặt bị gián đoạn bởi sự xuất hiện của Hạo Vân, buộc Johnny và người của hắn phải rút lui. Trong lúc hỗn loạn, Alan đã có cơ hội giết Hạo Vân nhưng dừng tay và tha mạng cho anh ta.
Tại sở cảnh sát, sếp Bành xác nhận rằng Alan chính là cảnh sát chìm. Hạo Vân liền đến gặp Alan trên chiếc thuyền của anh, nhưng cả hai bị tấn công bởi bọn thuộc hạ còn lại của băng đảng Chú Hải. Hạo Vân và Alan đã giết sạch bọn này trước khi Johnny Wong đến, Alan vẫn giữ kín thân phận thật của mình. Johnny nhận ra rằng một trong những thuộc hạ của hắn, Fox, là gián điệp cung cấp thông tin cho cảnh sát. Fox bị đánh đập bởi tên tay sai Độc Nhãn Long trước mặt Alan và Johnny. Alan bắn vào ngực Fox, trước đó anh đã bí mật để một cái bật lửa trong túi áo của Fox để ngăn phát súng gây tử vong. Fox tìm thấy Hạo Vân tại một quán bar và tiết lộ rằng kho vũ khí bí mật của Johnny được giấu trong tầng hầm bên dưới một bệnh viện gần đó. Khi Hạo Vân đưa Fox đến bệnh viện, Johnny phát hiện ra Fox còn sống và cử Alan đi giết Fox, cũng như cử Độc Nhãn Long đi theo hỗ trợ Alan. Tại bệnh viện, Alan gặp mặt Hạo Vân, yêu cầu được biết vị trí của kho vũ khí. Trong lúc hai người xao lãng, Fox bị Độc Nhãn Long giết chết.
Hạo Vân và Alan phát hiện ra một lối đi bí mật trong bệnh viện dẫn đến kho vũ khí của Johnny. Họ đối đầu với Độc Nhãn Long, người đã tấn công họ. Johnny cũng đến bệnh viện và cho thuộc hạ bắt những bệnh nhân làm con tin. Sau khi chiến đấu lên sảnh chính, Hạo Vân và Alan giải cứu những bệnh nhân đang bị bắt giữ. Một trận đấu súng cực kỳ lớn đã diễn ra. Ở bên ngoài lực lượng cảnh sát cũng kéo đến bao vây bệnh viện. Sếp Bành cho sơ tán mọi người khỏi sảnh chính trong khi nữ cảnh sát Trình Tứ Lâm đến phòng em bé để kêu gọi sơ tán các đứa bé. Hạo Vân và Alan tiếp tục chiến đấu với bọn xã hội đen cho đến khi tìm thấy Độc Nhãn Long. Hạo Vân chạy đi giúp đỡ Tứ Lâm sơ tán các em bé, còn Alan và Độc Nhãn Long chĩa súng vào nhau trong khi một nhóm bệnh nhân bị mắc kẹt ở giữa hai người. Cả hai từ từ đặt súng xuống và cho nhóm bệnh nhân đi qua, nhưng Johnny xuất hiện và nhẫn tâm bắn tất cả những bệnh nhân vô tội này. Độc Nhãn Long giận dữ chống lại Johnny và bị Johnny bắn chết.
Hạo Vân tìm thấy đứa bé cuối cùng và mang nó đến nơi an toàn trong khi bắn giết những tên xã hội đen cuối cùng. Hạo Vân và Alan gặp lại nhau và phải đối mặt với Johnny, người đã đặt bom để cho nổ tung bệnh viện. Alan đuổi theo Johnny khi Hạo Vân nhảy ra khỏi bệnh viện với đứa bé cuối cùng, lúc đó bệnh viện nổ tung xung quanh anh. Johnny bất ngờ xuất hiện bắt Alan làm con tin. Sau khi thấy Johnny sỉ nhục Hạo Vân, Alan chụp lấy khẩu súng lục của Johnny tự bắn vào bụng mình để làm Johnny bị thương theo. Nhờ vậy Hạo Vân có cơ hội bắn thẳng vào mặt Johnny, giết chết hắn.
Biết rằng bạn bè hội Tam Hoàng của Johnny sẽ truy tìm Alan, sếp Bành và Hạo Vân đã đốt hồ sơ cảnh sát của anh và tuyên bố rằng anh đã chết, cho phép anh lên thuyền rời khỏi Hồng Kông để tìm cuộc sống mới.

## Diễn viên
- Châu Nhuận Phát vai thanh tra Viên Hạo Vân
- Lương Triều Vĩ vai Alan
- Huỳnh Thu Sinh vai Johnny Wong
- Mao Thuấn Quân vai Trình Tứ Lâm
- Trần Hân Kiện vai sếp Bành
- Quách Chấn Phong vai Độc Nhãn Long
- Lâm Bảo Di vai Long
- Đổng Vĩ vai Fox
- Quan Hải Sơn vai Chú Hải
- Âu Dương Chấn Hoa vai người cảnh sát
- Tăng Thủ Minh vai người cảnh sát trong bệnh viện
- Ngô Vũ Sâm vai thanh tra Ngô

## Đánh giá
Lạt thủ thần thám nhận được những đánh giá tích cực từ giới phê bình. Trang Rotten Tomatoes đã chấm 94% từ 31 nhà phê bình phim. Vincent Canby của The New York Times đã đánh giá "Ngô Vũ Sâm thực sự là một đạo diễn rất tài năng, bằng chứng là những hiệu ứng và sự dàn dựng những trận đấu súng rất đặc biệt". Los Angeles Times đã nhận định "Với Lạt thủ thần thám, Ngô Vũ Sâm đã tự khẳng định mình là một trong những đạo diễn phim hành động tài giỏi nhất đương đại". Tờ The Philadelphia Inquirer đã ca ngợi những cảnh hành động trong phim, gọi đó là "những màn đọ súng đậm chất sử thi". Tờ Newsday đã chấm 3,5 sao đồng thời khẳng định "Những cảnh hành động trong phim thực sự rất tuyệt vời, kể cả khi kèm theo nó là một cốt truyện đầy lỗ hổng". Nhà phê bình điện ảnh Andy Klein đã nhận xét "Đây gần như là những gì thuần túy nhất được chắt lọc từ bộ phim Anh hùng bản sắc năm 1986, tuy cốt truyện còn nhiều lỗ hổng và sự dẫn dắt cảm xúc không tốt bằng Điệp huyết song hùng, thế nhưng những cảnh hành động xuyên suốt toàn bộ tác phẩm thực sự vô cùng ấn tượng". Nhà báo Mark Salisbury của tạp chí Empire đã chấm 4 trên 5 sao và khẳng định "Nó thú vị gấp mười lần so với Die Hard" và ông cũng đánh giá cao về diễn xuất của hai diễn viên chính Châu Nhuận Phát và Lương Triều Vĩ.
Empire đã xếp bộ phim ở vị trí thứ 70 trong danh sách "100 bộ phim hay nhất mọi thời đại" vào năm 2010. Ed Gonzalez của tạp chí Slant đã chấm số điểm cao nhất và khẳng định đó là một trong những bộ phim hay nhất của đạo diễn họ Ngô. Nhân vật chính, thanh tra Viên Hạo Vân được xếp thứ 33 trong danh sách "100 nhân vật điện ảnh vĩ đại nhất mọi thời đại".

## Trò chơi
Năm 2007, hãng game Midway Games đã hợp tác cùng đạo diễn Ngô Vũ Sâm thực hiện một game bắn súng góc nhìn thứ ba mang tên Stranglehold. Ngô Vũ Sâm nắm vai trò viết kịch bản và sản xuất, còn nam diễn viên Châu Nhuận Phát lồng tiếng cho nhân vật chính Tequila và hãng Midway Games đảm nhận việc thiết kế đồ họa và gameplay cho Stranglehold. Đây không phải là một tựa game ăn theo phim hay một sản phẩm quảng bá nào, đây được xem là một hậu bản không chính thức của bộ phim Lạt thủ thần thám. Đây là lần đầu tiên "cặp bài trùng" Ngô Vũ Sâm - Châu Nhuận Phát cùng nhau hợp tác sản xuất một tựa game.
Trò chơi lấy bối cảnh 15 năm sau sự kiện trong bộ phim gốc năm 1992. Nhân vật chính, thanh tra "Tequila" Viên Hạo Vân một lần nữa lại dính vào vòng vây của bọn tội phạm Hồng Kông và mafia Nga ở Chicago. Một đồng nghiệp bị mưu sát, gia đình bị tan vỡ vì những rắc rối với xã hội đen, Tequila trong tình cảnh không còn gì để mất đã phải phiêu lưu khắp thế giới tội phạm ngầm ở Hồng Kông lẫn Chicago để điều tra về cái chết của người bạn và giải cứu người vợ cũ. Nguy hiểm là điều chắc chắn đối với Tequila, nhưng chiến đấu giữa hai gọng kìm tội phạm là lựa chọn duy nhất mà anh có. Về cốt truyện, trò chơi mang đậm phong cách điện ảnh Hồng Kông với các yếu tố như thế giới tội phạm ngầm, hội Tam Hoàng, ân oán giang hồ...
Trò chơi đã nhận được những đánh giá tích cực từ giới phê bình và người hâm mộ, đặc biệt là tạo hình nhân vật Tequila nhận được rất nhiều sự khen ngợi.

## Giải thưởng
Tại lễ trao giải Giải thưởng Điện ảnh Hồng Kông lần thứ 12, bộ phim đã giành giải "Dựng phim xuất sắc nhất". Lương Triều Vĩ được đề cử giải "Nam diễn viên phụ xuất sắc nhất" nhưng đã thua trước Liêu Khải Trí với phim Lung dân.